# كأس الدوري البرتغالي 2009–10
كأس الدوري البرتغالي 2009–10 (بالبرتغالية: Taça da Liga de 2009–10‏) هو موسم من كأس الدوري البرتغالي. أقيم خلال الفترة 1 أغسطس 2009 وحتى 21 مارس 2010، وأشرف على تنظيمه Liga Portuguesa de Futebol Profissional ‏، وكان عدد الأندية المشاركة فيه 32، وفاز فيه نادي بنفيكا.